# 卡拉斯科萨
卡拉斯科萨，是西班牙卡斯蒂利亚-拉曼恰昆卡省的一个市镇。总面积72平方公里，总人口109人（2001年），人口密度2人/平方公里。